# 杉本瞳 (ソフトテニス選手)
杉本 瞳（すぎもと ひとみ、1987年10月13日 - ）は、岡山県出身の女性ソフトテニス選手。2007-2013ソフトテニス日本代表。

## 来歴
岡山就実高校、東芝姫路所属。

## 四大国際大会戦績
- 2010アジア競技大会　国別対抗団体戦金メダル　ダブルス金メダル（上原絵里・杉本瞳）
- 2011世界選手権　国別対抗団体戦銀メダル　ダブルス銀メダル（杉本瞳・森原可奈）ミックスダブルス第三位(杉本瞳・中本圭哉）

- 2012アジア選手権　シングルス優勝　国別対抗団体戦銀メダル（杉本瞳・森原可奈）
- 2013東アジア競技大会　ダブルス銀メダル（杉本瞳・森原可奈）　国別対抗団体戦金メダル（杉本瞳・森原可奈）[1]

## 主な戦績
- 2013皇后賜杯全日本ソフトテニス選手権　ベスト8（杉本瞳・森原可奈）
- 2011皇后賜杯全日本ソフトテニス選手権　優勝（杉本瞳・森原可奈）
- 2010皇后賜杯全日本ソフトテニス選手権　準優勝（杉本瞳・森原可奈）
- 2008皇后賜杯全日本ソフトテニス選手権　ベスト8（杉本瞳・森原可奈）
- 2007皇后賜杯全日本ソフトテニス選手権　優勝（杉本瞳・上嶋亜友美）
- 2006皇后賜杯全日本ソフトテニス選手権　準優勝（杉本瞳・藤本涼子）

- 2013全日本シングルス選手権　ベスト8
- 2012全日本シングルス選手権　ベスト4
- 2011全日本シングルス選手権　優勝
- 2010全日本シングルス選手権　優勝
- 2009全日本シングルス選手権　ベスト4
- 2008全日本シングルス選手権　ベスト8
- 2007全日本シングルス選手権　ベスト4

- 2014全日本インドアソフトテニス選手権大会　第三位（杉本瞳・森原可奈）
- 2012全日本インドアソフトテニス選手権大会　優勝（杉本瞳・森原可奈）
- 2011全日本インドアソフトテニス選手権大会　準優勝（杉本瞳・森原可奈）
- 2008全日本インドアソフトテニス選手権大会　優勝（杉本瞳・上嶋亜友美）

- 2010チャイニーズカップ　ミックスダブルス優勝(杉本瞳・中本圭哉）
- nh2009国際大会　ダブルス準優勝（杉本瞳・中川静香）
- 2009中山盃国際大会　ダブルス優勝（杉本瞳・森原可奈）